# Караван-сарай Кулита
Караван-сарай Кулита (Кулюта) (узб. Kulita karvonsaroyi) — памятник культурного наследия, расположенный в историческом центре Бухары (Узбекистан). Включен в национальный перечень объектов недвижимого имущества материального и культурного наследия Узбекистана — находится под охраной государства. Восточная часть караван-сарай примыкает к торговому куполу Токи Телпакфурушон.
В караван-сарае Кулита продавались женские головные уборы, потом в нём работали саррофы — менялы денег и ростовщики. Позже в нем жили купцы татары и хранились товары, привезенные из Российской империи. После Бухарской революции 1920 года здание использовалось как склад. Позже оно было передано Бухарскому коммунальному хозяйству и здание использовалось как общежитие.
Пётр Демезон в своих «Записках о Бухарском ханстве» упоминал Кулюту в числе других караван-сараев Бухары:
Сарайи Кулюта. Здесь живут рабочие-татары, а также хранятся русские товары.П. И. Демезон «Записки о Бухарском ханстве»
С 1992 года в караван-сарае действует первый в Узбекистане музей кузнечного дела.